# Uros
Os Uros ou Urus (Em uru: Qhas Qut suñi) são uma etnia que habita uma vasta região entre a Bolívia e o Peru.
Na Bolívia estão hoje cerca de 2600 indígenas que se estabeleceram nas bordas de rios e lagos. Do lado peruano são cerca de 2 mil Uros, que vivem principalmente no local denominado Ilhas Flutuantes dos Uros, sobre o Lago Titicaca ou às margens dele, próximo a cidade de Puno. Em princípio, os Uros falavam seu próprio idioma, o uruquilla, mas devido a terem assimilado a cultura dos Aimarás, pelos quais foram dominados por longo período, perderam sua língua própria. 
A existência dos Uros naquela região já se verifica desde a era pré-colombiana, quando desenvolveram a habilidade de habitarem sobre as ilhas flutuantes, tendo em vista maior segurança. Desde tempos remotos, os Uros sobrevivem através da pesca, da caça de aves e da coleta de ovos de aves. Ultimamente têm se aplicado ao turismo, onde apresentam seu peculiar modo de vida e seu artesanato. Indivíduos Uros, especialmente os que não atuam no turismo, têm como atividade laboral o trueque, forma de comércio informal em que comunidades tradicionais trocam mercadorias em feiras próprias para esse fim. Dessa forma, esses Uros trocam seu excedente, em geral pescados, por outros  produtos de seu interesse.
Os Uros possuem uma relação especial com o Lago Titicaca. De acordo com historiadores, para não serem escravizados, esses indígenas se embrenharam em meio a vegetação de totora no interior do Titicaca, escondendo-se em balsas. Posteriormente, tiveram a engenhosidade de construir plataformas artificiais, hoje comumente chamadas de ilhas flutuantes, com o abundante junco que predomina no lago.

## Imagens

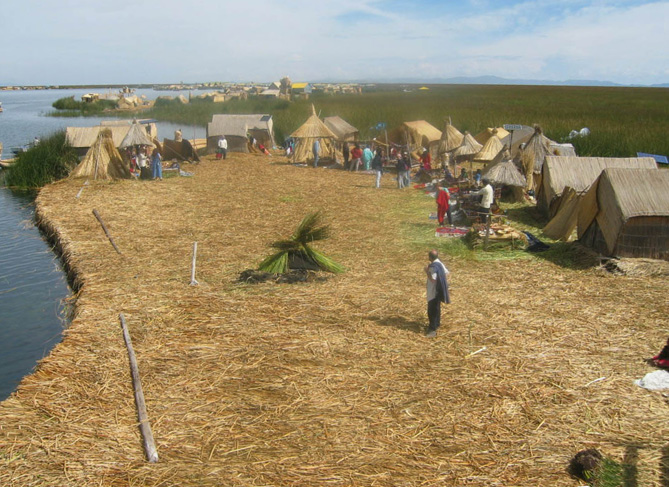
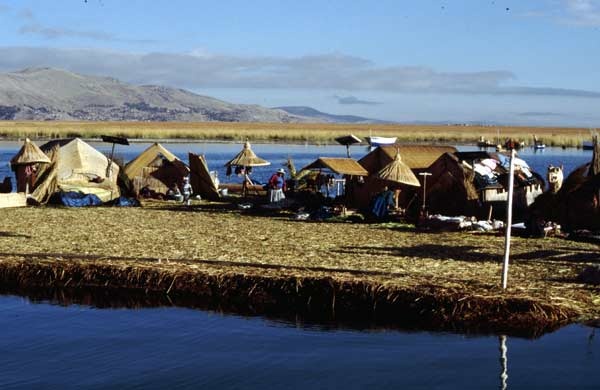
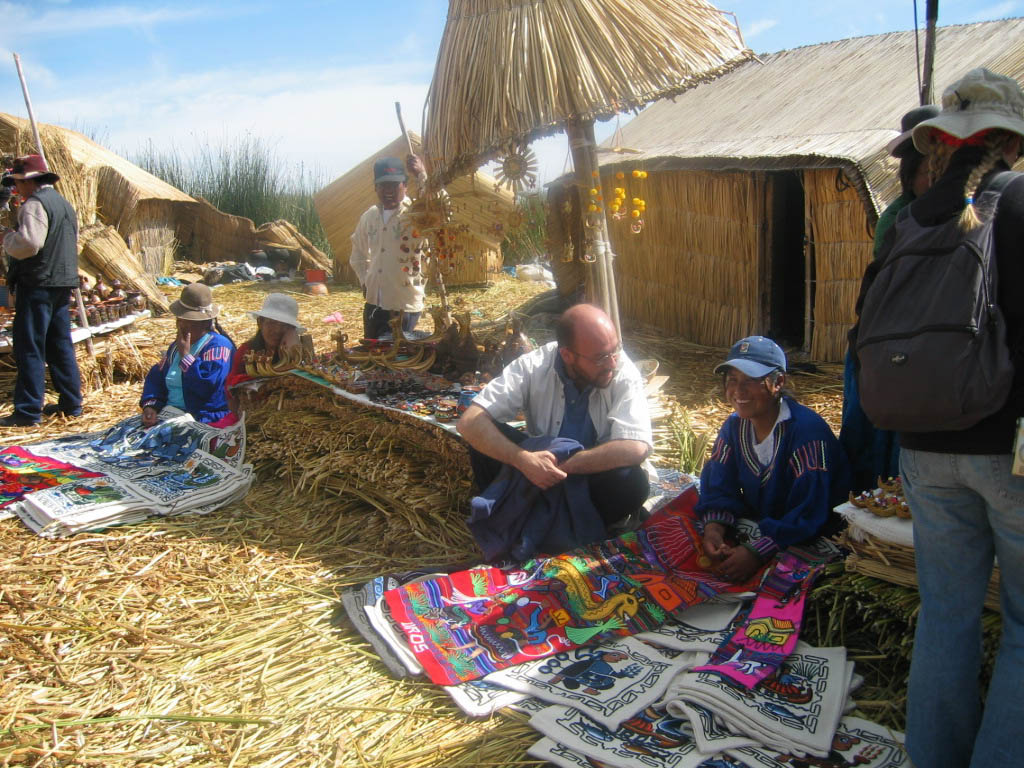
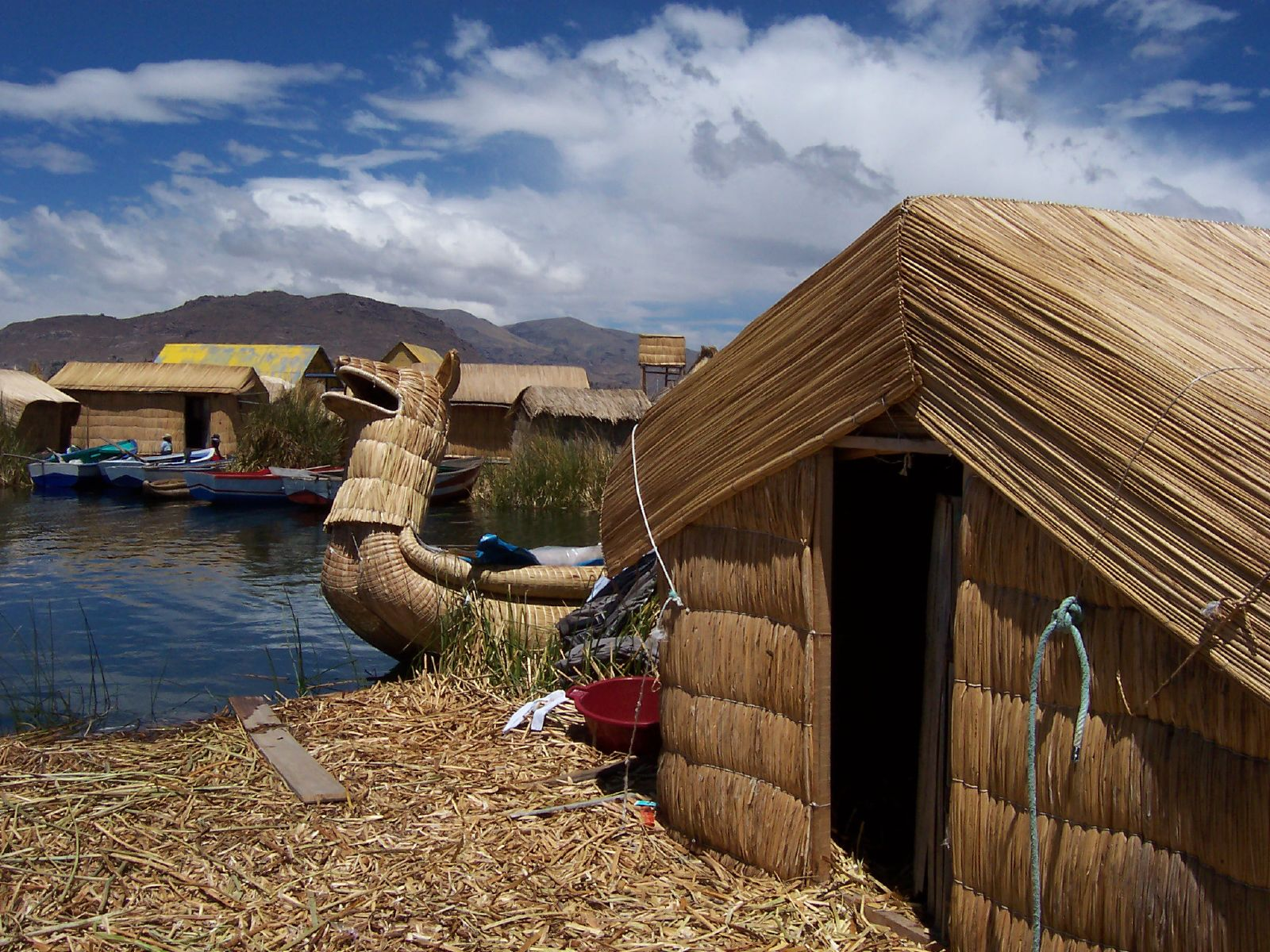
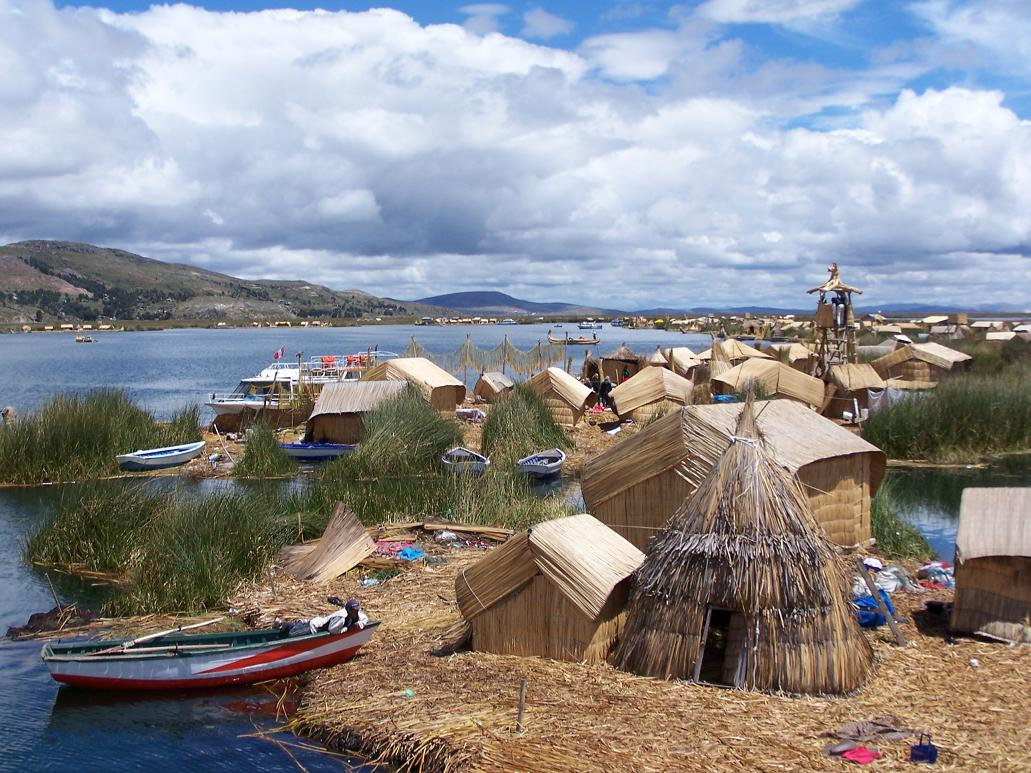
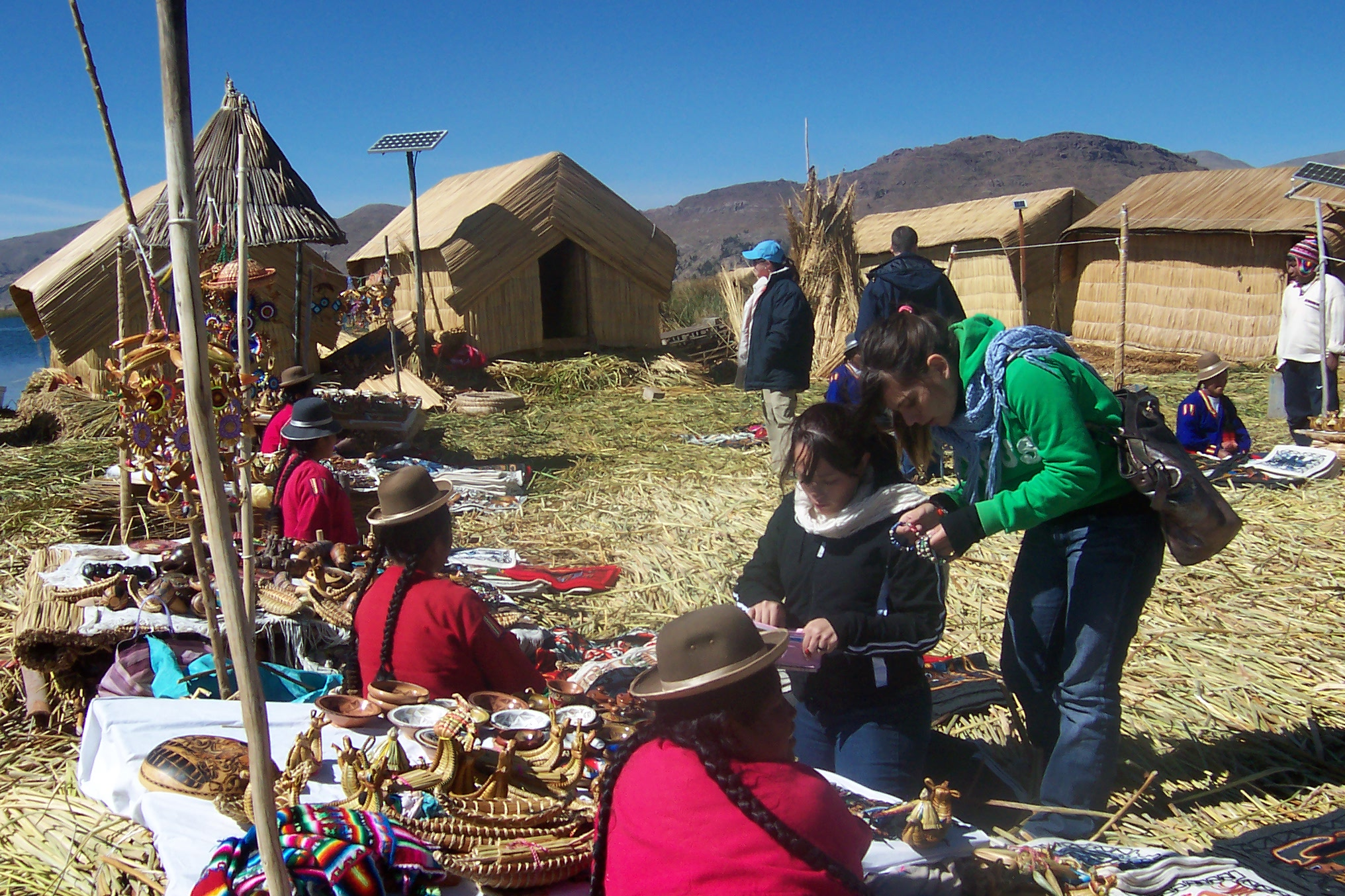
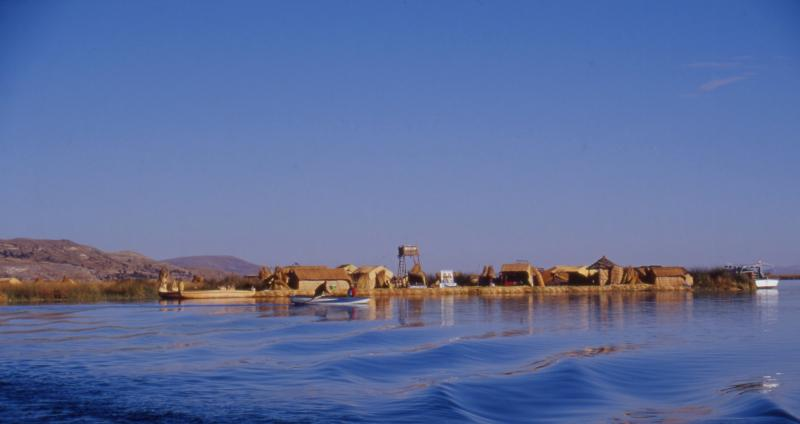
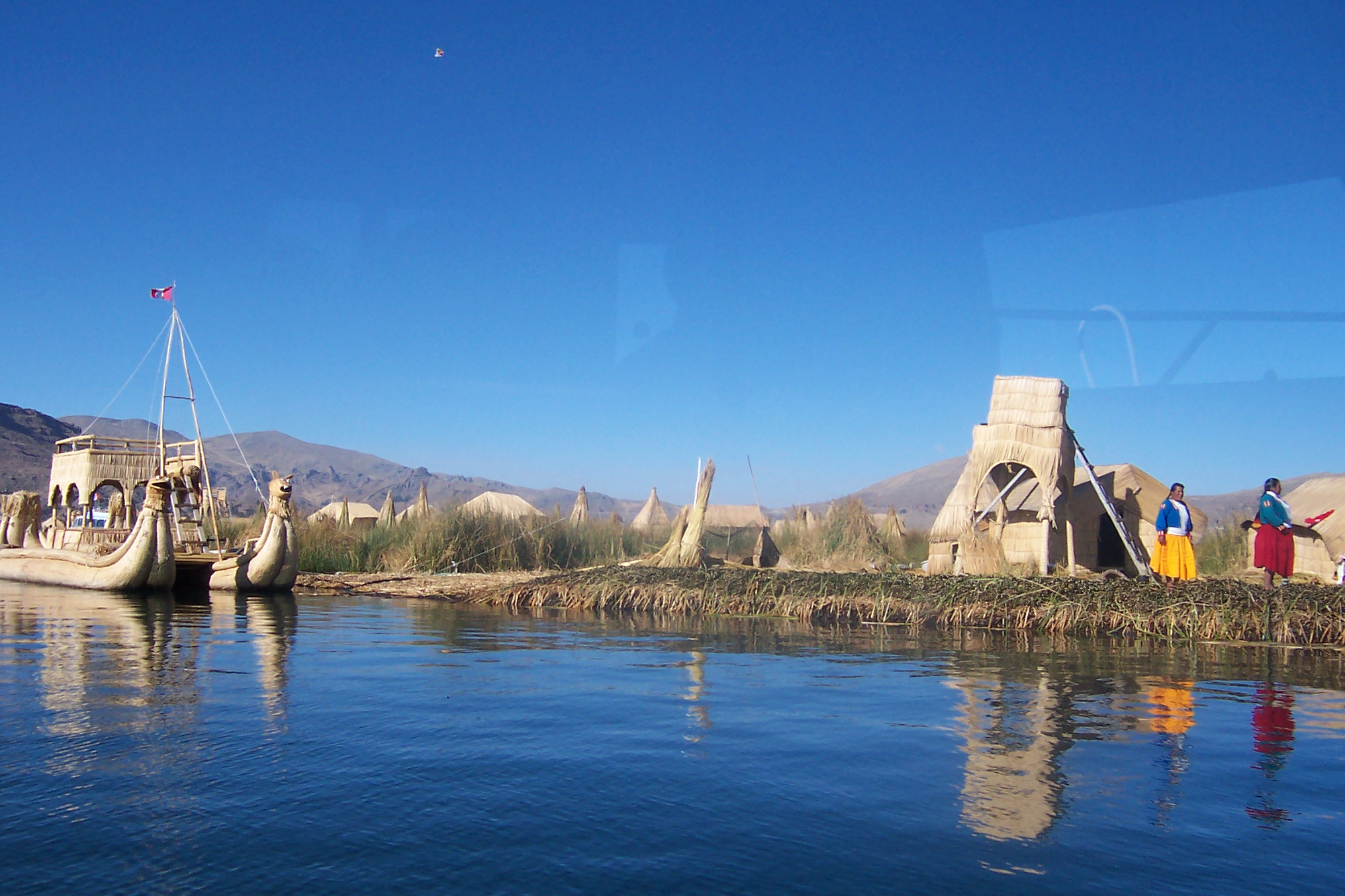
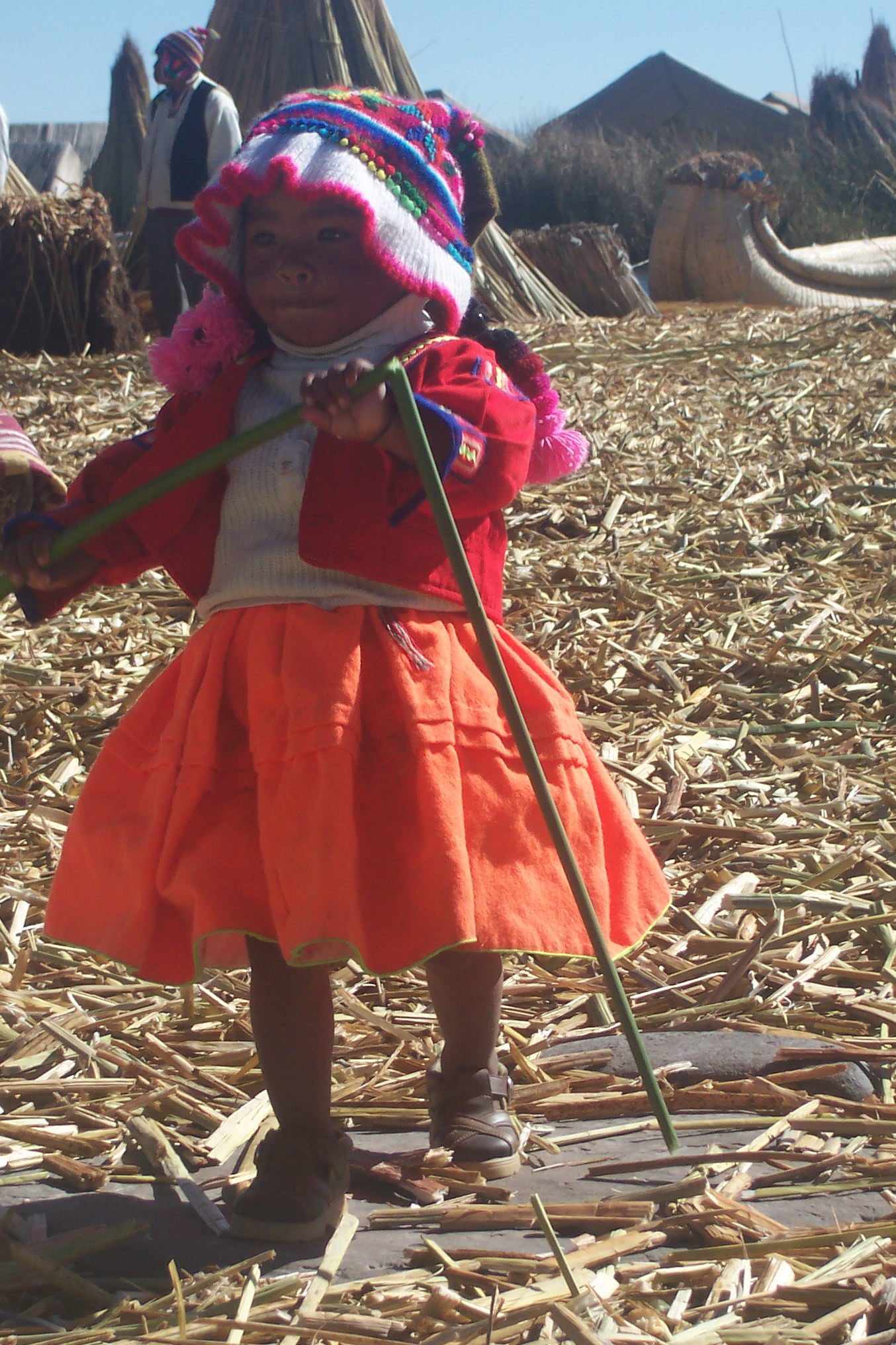
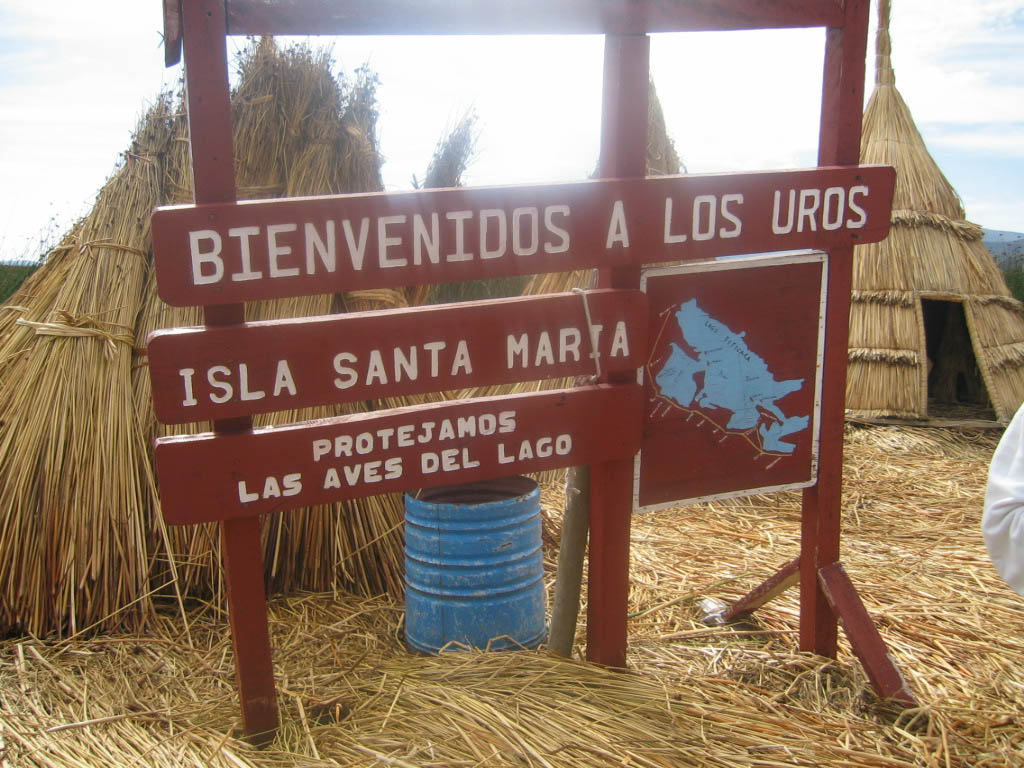
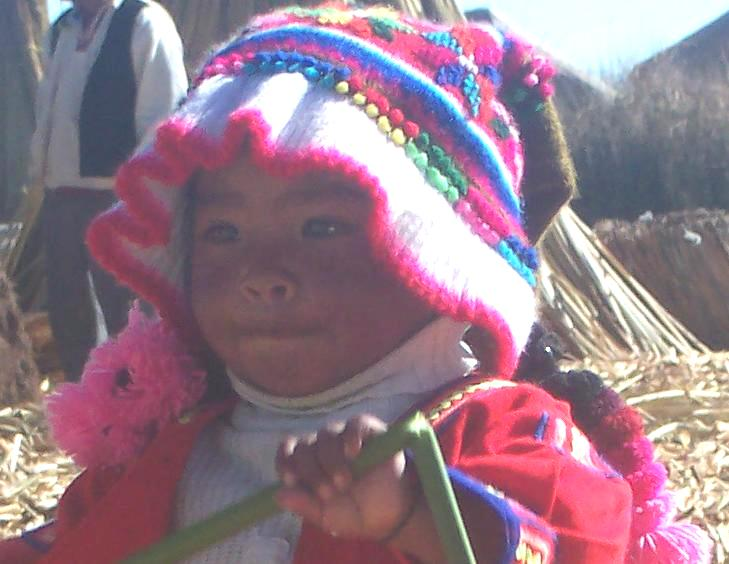
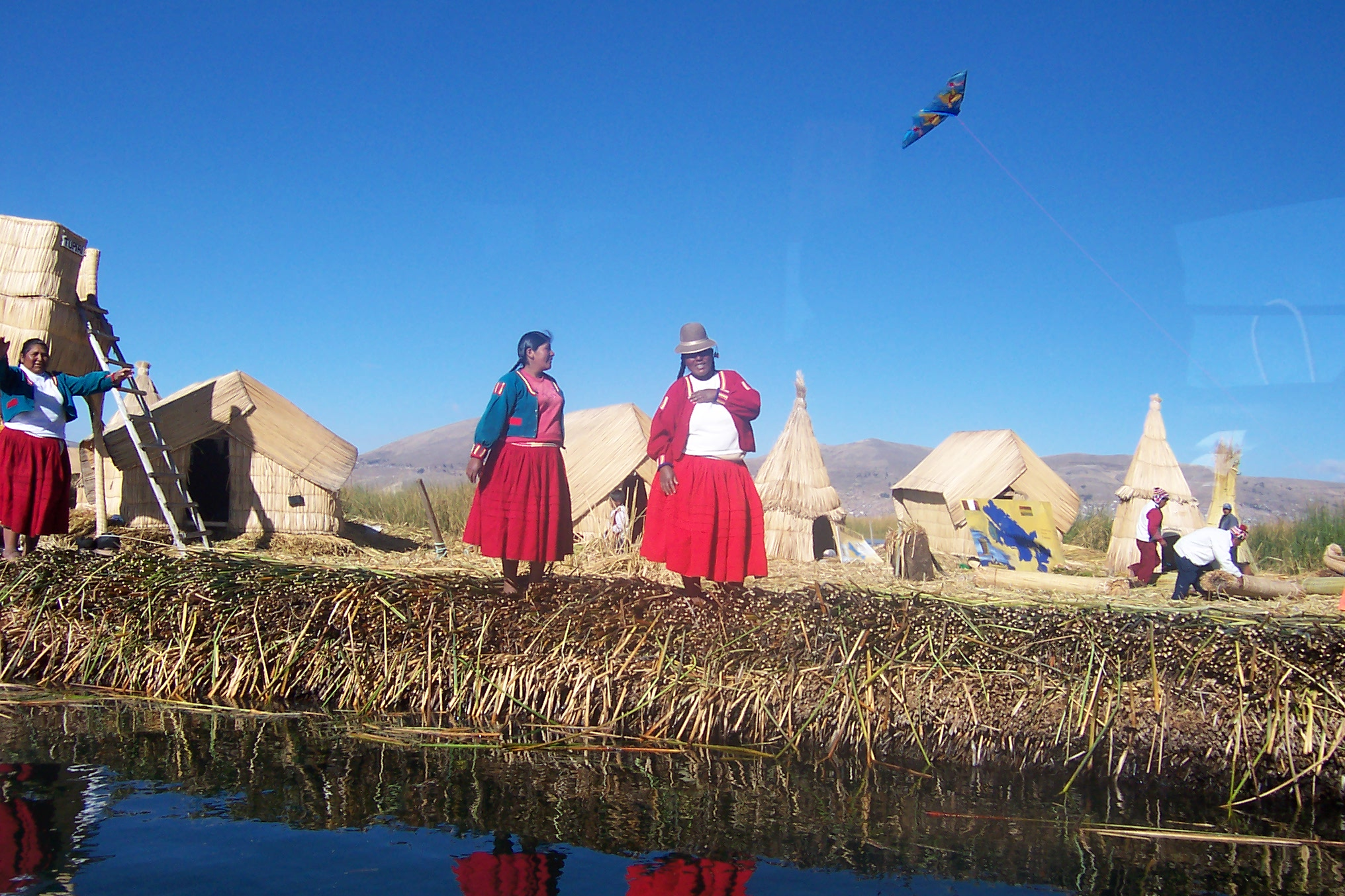
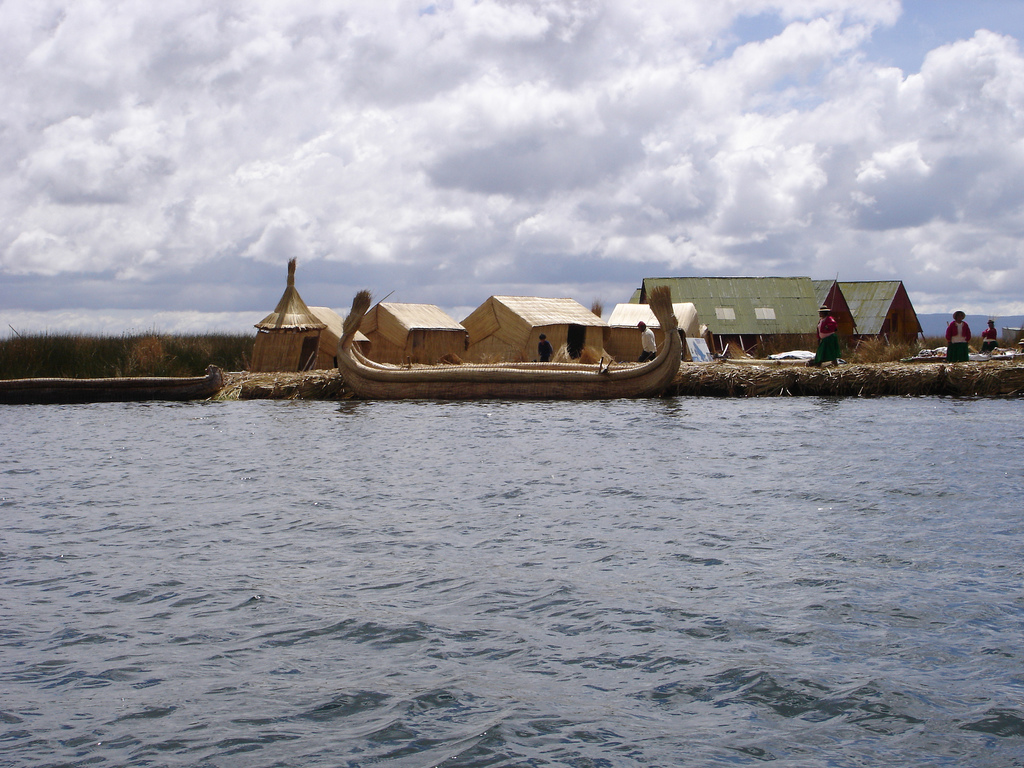
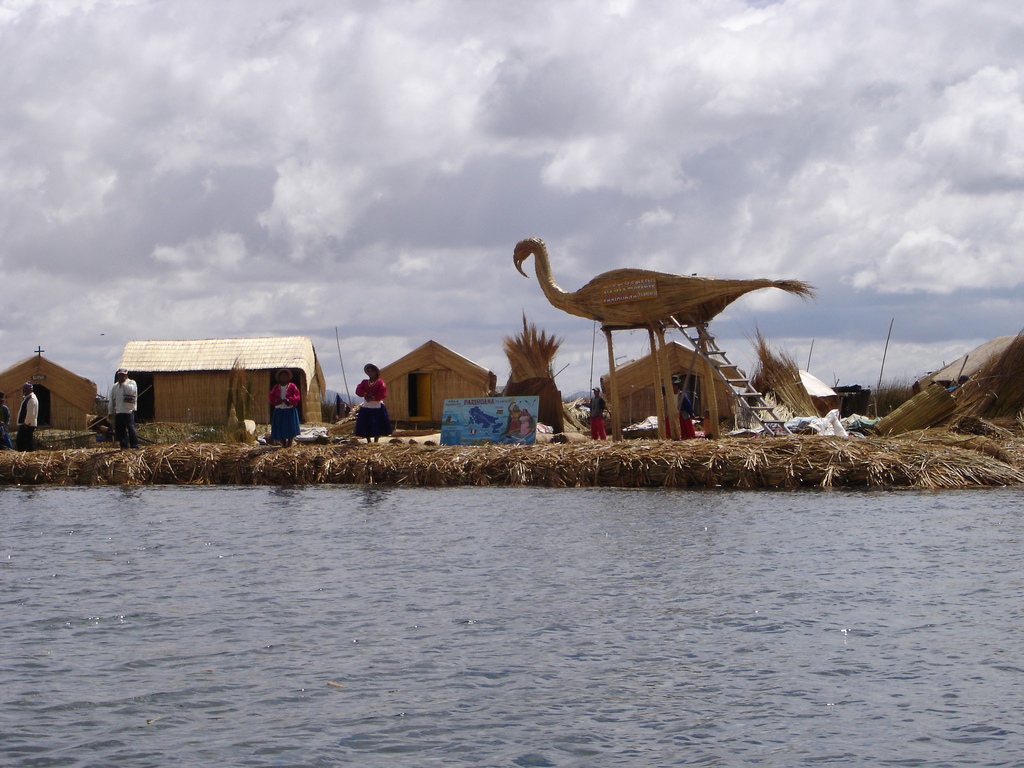
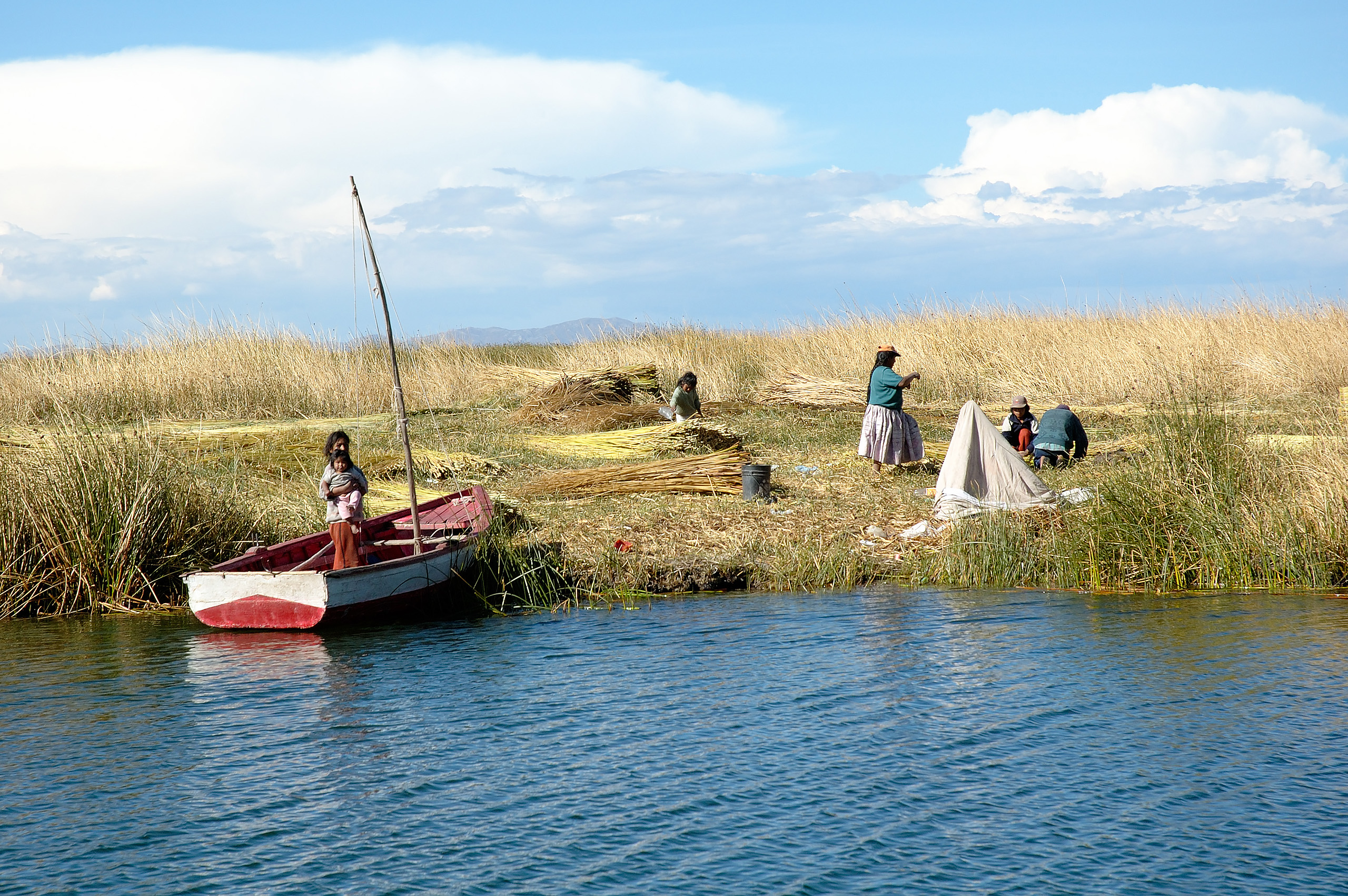

## Ligações Externas
- Uros - Ilhotas artificiais do lago Titicaca

1. ↑  «Uros people of Peru and Bolivia have distinctive genetic ancestries». Heritage Daily. 13 de setembro de 2013. Consultado em 15 de setembro de 2013
2. 1 2  «Censo de Población y Vivienda 2012 Bolivia Características de la Población». Instituto Nacional de Estadística, República de Bolivia. p. 29
3. ↑  Project, Joshua. «Uru in Bolivia». joshuaproject.net (em inglês). Consultado em 18 de janeiro de 2023
4. ↑  «Boletim da UFMG». www.ufmg.br. Consultado em 18 de janeiro de 2023
5. ↑  BENITO, Guido (2014). Los Iruhito Urus en Bolivia. Cochabamba: FUNPROEIB Andes
6. ↑  Santos, Fabrício (11 de setembro de 2013). «Pesquisadores da UFMG revelam ancestralidade dos Uros, indígenas habitantes dos Andes no Peru e na Bolívia». Universidade Federal do Minas Gerais. Consultado em 20 de agosto de 2019
7. ↑  Obando, Teobaldo (1972). Historia del Departamento de Puno. Puno: HTLO
8. ↑  ARAÚJO, Danielle (janeiro de 2015). «Pachamama e festas patronais – Economia festiva, venda e trueque nos andes peruanos». Revista Orbis Latina. Consultado em 20 de agosto de 2019
9. ↑  VARGAS, René (2009). El Legado de los Urus. Bolívia: Kipus